# Spirited
Spirited es un drama de televisión australiano, transmitida por la cadena W del 5 de agosto del 2010 hasta el 21 de septiembre de 2011.
La serie se centró en la vida de la dentista Suzy Darling, quien se aleja de su matrimonio sin amor con Steve Darling y llega a un antiguo apartamento que está habitado por el fantasma de una estrella de rock inglés de 1980, Henry Mallet.
Producida por John Edwards, Claudia Karvan y Jacqeline Perske, Spirited contó con actores y actrices invitados como Jacek Koman, Angus Sampson, Damon Gameau, Dan Ewing, Paul Gleeson, Charlie-Rose Maclennan, entre otros...
En octubre del 2011 se anunció que la serie no renovaría para una tercera temporada, por lo cual la segunda fue su última.

## Historia
Suzy ha estado casada con Steve Darling por casi 15 años, juntos tienen dos hijos, Elvis de 13 años y Verity de 8 años, sin embargo cansada de estar en un matrimonio sin amor se aleja de este y pronto conoce al fantasma de Henry Mallet de quien se enamora. A la familia Darling se les une Jonqui Payne, la hermana de Suzy. Pronto se descubre que Suzy es la única persona capaz de ver a Henry.

## Personajes
| Actor            | Personaje      | Trabajo          | N.º de episodios | Duración    |
| ---------------- | -------------- | ---------------- | ---------------- | ----------- |
| Claudia Karvan   | Suzy Darling   | Dentista         | 18               | 2010 - 2011 |
| Matt King        | Henry Mallet   | Estrella de Rock | 18               | 2010 - 2011 |
| Rodger Corser    | Steve Darling  | -                | 18               | 2010 - 2011 |
| Belinda Bromilow | Jonquil Payne  | Terapeuta        | 18               | 2010 - 2011 |
| Louis Fowler     | Elvis Darling  | Estudiante       | 18               | 2010 - 2011 |
| Charlie Hancock  | Verita Darling | Estudiante       | 18               | 2010 - 2011 |

### Personajes Recurrentes
| Actor            | Personaje        | Empleo           | N.º de episodios | Duración      |
| ---------------- | ---------------- | ---------------- | ---------------- | ------------- |
| Angus Sampson    | Zach Hannigan    | -                | 15               | 2010 - 2011   |
| Jane Harders     | Rita             | -                | 14               | 2010 \|- 2011 |
| Charlie Garber   | Adam Two         | -                | 14               | 2010 - 2011   |
| Paul Gleeson     | Terry            | -                | 14               | 2010 - 2011   |
| Yael Stone       | Linda            | Enfermera Dental | 13               | 2010 - 2011   |
| Elan Zavelsky    | Juan             | -                | 12               | 2010          |
| Simon Lyndon     | The King         | -                | 10               | 2011          |
| Sarah Snook      | Antonia          | -                | 10               | 2011          |
| Kelly Butler     | Betty            | -                | 10               | 2011          |
| Heather Mitchell | Helen Payne      | -                | 8                | 2011          |
| Anna McGahan     | Penelope         | -                | 5                | 2011          |
| Annie Maynard    | Jennifer Darling | -                | 5                | 2011          |

### Antiguos Personajes Recurrentes
| Actor            | Personaje       | Empleo              | N.º de episodios | Duración |
| ---------------- | --------------- | ------------------- | ---------------- | -------- |
| Russell Dykstra  | Adam One        | Abogado Corporativo | 8                | 2010     |
| John Bluthal     | Rocco           | -                   | 5                | 2010     |
| Hosanna Horsfall | The Model       | -                   | 5                | 2010     |
| Tasneem Roc      | Miss Viola Take | Maestra de Primaria | 4                | 2010     |

## Episodios
La primera temporada consistió de 8 episodios y se estrenó el 25 de agosto de 2010 finalizando el 13 de octubre del mismo año.

## Premios y nominaciones
| Año  | Categoría                                                 | Premio      | Nominado (a)                      | Resultado |
| ---- | --------------------------------------------------------- | ----------- | --------------------------------- | --------- |
| 2012 | Television-Series (episodio "Living In Oblivion")         | AWGIE Award | Ian Meadows                       | pendiente |
| 2012 | Television-Series (episodio "I’ll Close My Eyes")         | AWGIE Award | Jacquelin Perske                  | pendiente |
| 2012 | Television-Series (episodio " If You See Her Say Hello")  | AWGIE Award | Alice Bell                        | pendiente |
| 2012 | Most Outstanding Performance by an Actor – Female         | ASTRA Award | Claudia Karvan                    | Nominada  |
| 2012 | Favourite Program – Australian                            | ASTRA Award | Spirited                          | Nominado  |
| 2012 | Most Outstanding Drama                                    | ASTRA Award | Spirited                          | Nominado  |
| 2012 | Best Guest or Supporting Actor in a Television Drama      | AACTA Award | Jacek Koman                       | Nominado  |
| 2012 | Best Television Drama Series                              | AACTA Award | Claudia Karvan y Jacquelin Perske | Nominadas |
| 2011 | Television Series (por el episodio "Riders on the Storm") | AWGIE Award | Jacquelin Perske                  | Nominada  |
| 2011 | Favourite Outstanding Performance by an Actor             | ASTRA Award | Matt King                         | Ganó      |
| 2011 | Favourite Outstanding Program                             | ASTRA Award | Spirited                          | Ganó      |

## Producción
Spirited es producida por John Edwards. Claudia Karvan y Jacqeline Perske, quien también creó la exitosa serie dramática Love My Way. El programa es dirigido por Stuart McDonald y Jessica Hobbs. El 27 de septiembre de 2010 se anunció que la serie sería renovada para una segunda temporada, la cual comenzaría sus producciones en octubre y sus filmaciones en febrero del 2011.
En octubre del 2010 se anunció que la serie había sido renovada para una segunda temporada la cual se estrenó el 20 de julio de 2011.